# Kościół Najświętszego Serca Pana Jezusa w Sobótce
Kościół Najświętszego Serca Pana Jezusa – rzymskokatolicki kościół parafialny należący do dekanatu Sobótka archidiecezji wrocławskiej. Znajduje się w zachodniej części Sobótki – Sobótce-Górce.
Jest to świątynia wzniesiona w latach 1932-1933, po zamknięciu świątyni dawnego probostwa augustianów, zaprojektował ją architekt Kurt Langer z Wrocławia. Wewnątrz kościoła znajduje się wyposażenie w stylu późnobarokowym przeniesione z dawnej świątyni. Wykonawcą prac budowlanych był Berthold Sandmann z Sobótki.